# Aviole Paul-Blanc
Aviole Paul-Blanc, también conocida como Madame Ulrick Paul-Blanc, fue una política haitiana. Ella y Madame Max Adolphe fueron elegidas para ocupar un escaño en el Parlamento en 1961, convirtiéndose en las primeras mujeres parlamentarias en Haití.

## Biografía
Paul-Blanc fue candidata del Partido de la Unidad Nacional en la primera circunscripción de Hincha en las elecciones parlamentarias de 1961. Siendo el PUN el único partido que participó en las elecciones, ocupó sin oposición el Parlamento y Aviole se convirtió en una de las dos primeras mujeres parlamentarias junto con Madame Max Adolphe.
En 1975 fue arrestada y encarcelada después de que se descubriera un cargamento de armas ilegales a su nombre. Su esposo también fue encarcelado y murió en prisión en julio de 1976. Fue liberada en diciembre de 1976 tras una amnistía con motivo de la Navidad.